# 팔덴 톤두프 남걀
팔덴 톤두프 남걀(시킴어: དཔལ་ལྡན་དོན་དྲུཔ་རྣམ་རྒྱལ; Palden Thondup Namgyal, 1923년 5월 23일 ~ 1982년 1월 29일)은 시킴 왕국의 제12대 군주이자 마지막 군주(재위: 1963년 12월 2일 ~ 1975년 4월 10일)이다.
시킴 왕국의 제11대 군주인 타시 남걀(Tashi Namgyal)의 아들로 태어났다. 1975년 4월 10일에 실시된 국민투표를 통해 시킴 왕국이 군주제를 폐지하고 인도에 합병되면서 해외로 망명했다.

## 그림

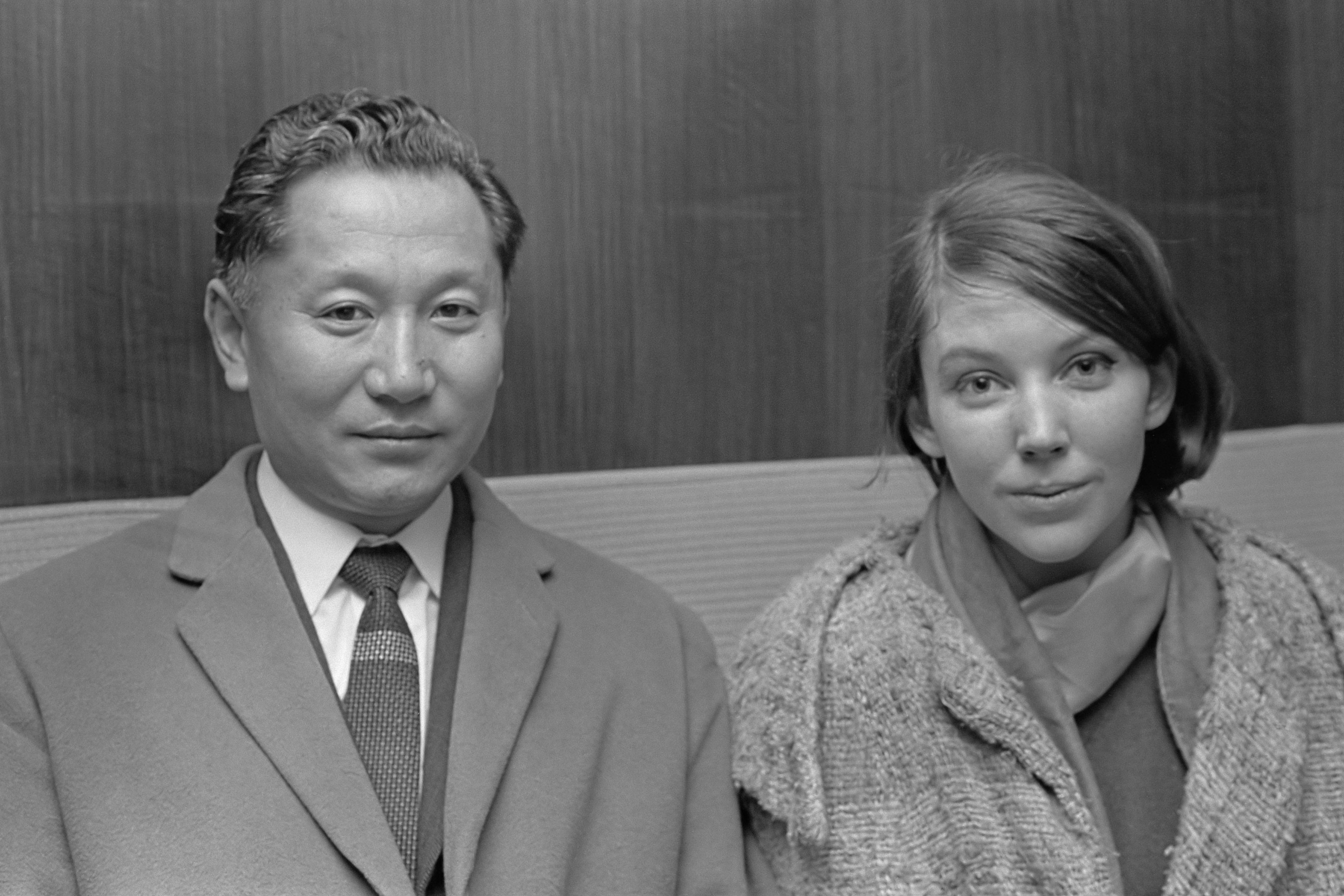
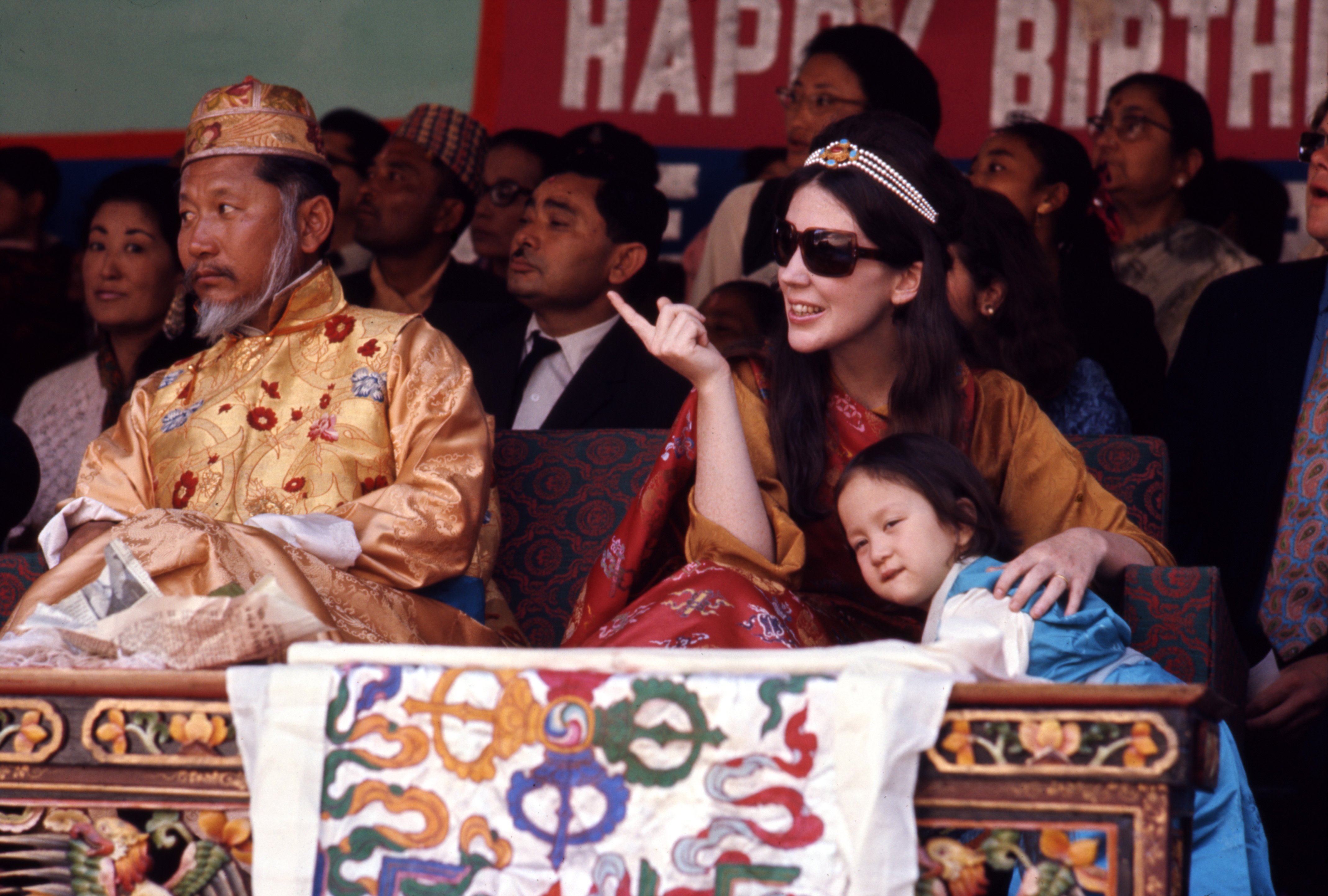

| 전임 타시 남걀 | 제12대 시킴 왕국의 군주 1963년 12월 2일 ~ 1975년 4월 10일 | 후임 (군주제 폐지) |

## 같이 보기
- 시킴주